# زلاتولیست (استان بلاگووگراد)
زلاتولیست (به بلغاری: Zlatolist) یک منطقهٔ مسکونی در بلغارستان است که در ساندانسکی واقع شده‌است.